# کراوسنیک-گروس واسربورگ
کراوسنیک-گروس واسربورگ (به آلمانی: Krausnick-Groß Wasserburg) یک شهر در آلمان است که در دامه-اشپریوالد واقع شده‌است. کراوسنیک-گروس واسربورگ  ۶۳۶ نفر جمعیت دارد.